# Aphilopota
Aphilopota is een geslacht van vlinders van de familie spanners (Geometridae), uit de onderfamilie Ennominae.

## Soorten
- A. alloeomorpha Prout, 1938
- A. aspera Prout, 1938
- A. aspersa Prout, 1938
- A. caeca Prout, 1913
- A. calaria (Swinhoe, 1904)
- A. cardinalli Prout, 1954
- A. confusata (Warren, 1902)
- A. conturbata (Walker, 1863)
- A. cydno Prout, 1954
- A. decepta Janse, 1932
- A. dicampsis Prout, 1934
- A. euodia Prout, 1954
- A. exterritorialis (Strand, 1909)
- A. fletcheri Carcasson, 1965
- A. fletcheriana Viette, 1975
- A. foedata (Bastelberger, 1907)
- A. immatura Prout, 1938
- A. inspersaria (Guenée, 1858)
- A. interpellans (Butler, 1875)
- A. iphia Prout, 1954
- A. mailaria (Swinhoe, 1904)
- A. melanommata Prout, 1954
- A. melanomonata Prout, 1954
- A. melanostigma (Warren, 1904)
- A. nubilata Prout, 1954
- A. ochrimacula (Warren, 1902)
- A. otoessa Prout, 1954
- A. patulata (Walker, 1863)

- A. perscotia Prout, 1931
- A. phanerostigma Prout, 1917
- A. plethora Prout, 1938
- A. reducta Viette, 1973
- A. rufiplaga (Warren, 1902)
- A. scapularia (Snellen, 1872)
- A. semidentata Prout, 1931
- A. semiusta (Distant, 1898)
- A. seyrigi Viette, 1973
- A. sinistra Prout, 1954
- A. statuta Prout, 1954
- A. strigosissima (Bastelberger, 1909)
- A. subalbata (Warren, 1905)
- A. symphronima Prout, 1954
- A. triphasia Prout, 1954
- A. vicaria (Walker, 1860)
- A. viriditincta (Warren, 1905)